# Мажилис, Людас
Людас Мажилис (лит. Liudas Mažylis; род. 19 мая 1954, Каунас) — литовский, политический и государственный деятель, депутат Европейского парламента (2019—2024, с 2024).

## Биография
Родился 19 мая 1954 года в Каунасе, Литовская ССР, СССР.
В 1977 году окончил местную среднюю школу №5, после чего поступил в Вильнюсский университет, где получил степень в области химии. С 1977 по 1990 год был преподавателем на факультете кардиологии, а в 1985 году защитил докторскую диссертацию на тема «синтез и свойства замещённых производных индолина и бензидолина».
С 1990 по 1992 год был членом Сейма от движения Саюдис, а позднее был избран в Каунасский городской совет. В 2008 году он стал профессором Университета Витовта Великого. В марте 2017 года Мажилис привлёк широкое внимание общественности, обнаружив оригинал Акта о независимости Литвы в Политическом архиве Берлина.
В ноябре 2019 года он был избран депутатом Европейского парламента, пробыв на посту весь пятилетний срок. 5 декабря 2024 года он занял освободившееся депутатское кресло Андрюса Кубилюса, который был назначен европейским комиссаром.